# Abdullah Ali El-Erian
Abdullah Ali El-Erian (* 21. März 1920 in Damanhur; † 12. Dezember 1981 in Den Haag) war ein ägyptischer Jurist und Diplomat. Er war langjähriges Mitglied der Völkerrechtskommission der Vereinten Nationen und wirkte von 1979 bis zu seinem Tod als Richter am Internationalen Gerichtshof.

## Leben
Abdullah El-Erian wurde 1920 in Damanhur geboren und absolvierte sein Studium der Rechtswissenschaften, das er 1942 abschloss, an der Universität Kairo und an der Harvard University. Im Jahr 1951 promovierte er darüber hinaus an der Columbia University im Bereich des internationalen Rechts. Ab 1943 wirkte er an der juristischen Fakultät der Universität Kairo, an der er im späteren Verlauf seiner Karriere auch Professor wurde und bis 1961 tätig war.
Von 1959 bis 1968 leitete er die Abteilung für Rechtsangelegenheiten und Verträge des ägyptischen Außenministeriums. Anschließend war er bis 1979 als ständiger Vertreter seines Heimatlandes beim Büro der Vereinten Nationen in Genf und als Stellvertreter des ständigen Vertreters beim UN-Hauptquartier in New York City tätig. Darüber hinaus gehörte er in den Jahren 1957/1958 sowie von 1962 bis 1978 der Völkerrechtskommission der Vereinten Nationen an, 1976 war er Chairman der Kommission. Zwischenzeitlich wirkte er auch als ägyptischer Botschafter in Frankreich und der Schweiz.
Abdullah El-Erian war ab 1967 Mitglied des Institut de Droit international. Zum Ende des Jahres 1978 wurde er zum Richter an den Internationalen Gerichtshof in Den Haag gewählt. Er trat das Amt im Februar 1979 an, starb jedoch aufgrund eines Herzinfarkts im Dezember 1981 in Den Haag und damit vor Ablauf seiner turnusgemäß neunjährigen Amtszeit. Sein Nachfolger wurde Mohammed Bedjaoui aus Algerien.